# Динутуксимаб
Динутуксимаб — лекарственный препарат, моноклональное антитело для лечения нейробластомы. Одобрен для применения: США (2015).

## История
Динутуксимаб (первоначальное название Ch14.18) был открыт группой из Калифорнийского университета в Сан-Диего под руководством Элис Ю; это антитело и некоторые другие были включены в клинические испытания, финансируемые Национальным институтом исследования рака. Институт производил мАбс для клинических испытаний динутуксимаба III фазы в комбинации с GM-CSF и IL-2, которое было остановлено из-за неясной эффективности; результаты были опубликованы в 2009 году. К тому времени ни одна компания не предложила получить одобрение FDA и коммерциализировать препарат. В 2010 году Институт подписал соглашение с United Therapeutics, согласно которому компания взяла на себя производство и вывела препарат на рынок.
Тем временем онкологи и правозащитники в Европе требовали, чтобы препарат был доступен и в Европе, и предприняли попытки получить технологию производства препарата, но эти попытки не увенчались успехом.
FDA одобрило заявку United Therapeutics в марте 2015 года, как и Европейское агентство по лекарственным средствам.
В 2017 году United Therapeutics отозвала разрешение на продажу в Европе и заявила, что испытывает трудности с производством достаточного количества препарата для продажи в Европе.
В октябре 2016 года Apeiron лицензировала права на Ch14.18 британской биотехнологической компании EUSA, а в мае 2017 года Apeiron и EUSA получили разрешение EMA на маркетинг Ch14.18, который к тому времени назывался динутуксимаб-бета.

## Механизм действия
Связывается с GD2

## Показания
- Нейробластома (в комбинации с гранулоцитарно-макрофагальным колониестимулирующим фактором, интерлейкином-2, изотретиноином)[7]

## Побочные эффекты
На этикетке динутуксимаба в США есть предупреждения об угрожающих жизни инфузионных реакциях и нейротоксичности, поскольку он вызывает сильную невропатическую боль, может вызвать тяжелую сенсорную невропатию и тяжелую периферическую моторную невропатию. Динутуксимаб-бета также имеет эти побочные эффекты.
Более 25 % детей, принимавших эти препараты, испытывали боль, лихорадку, крапивницу, рвоту, диарею, подавление костного мозга, вызывающее потерю тромбоцитов, эритроцитов, лейкоцитов и альбумина, гипотензию, нарушение электролитного баланса, включая низкий уровень натрия, калия и кальция, повышение трансаминаз, инфузионные реакции и синдром капиллярной утечки.
Другие распространённые побочные эффекты включают задержку мочи в течение нескольких недель или месяцев после приема препаратов, белок в моче, помутнение зрения или расширение зрачков, инфекции, отеки, высокое кровяное давление, не останавливающееся кровотечение, тахикардию и увеличение веса.

## Противопоказания
- Гиперчувствительность

## Беременность
Женщины детородного возраста во время лечения и 2 мес. после него должны использовать методы контрацепции.

## Способ применения
внутривенная инфузия.